# Реактив Гилмана

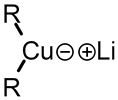
Общая структура реагента Гилмана.

Реакти́в Ги́лмана (химическая формула — R2CuLi, где R — алкил или арил) — реагентное соединение лития и меди (диорганомедь). Данный реактив реагирует с органическими галогенидами с заменой галогенидной группы на группу R (реакция Кори-Хауса). Такие реакции замещения позволяют синтезировать сложные продукты из простых структурных элементов.
Пример взаимодействия реактива Гилмана с органическим галогенидом:

## История и химические свойства
Эти реагенты были открыты Генри Гилманом и его коллегами. Диметилмедь лития (CH3)2CuLi получают путём добавления йодида меди(I) к метиллитию в тетрагидрофуране при -78 °С. В реакции, изображенной ниже, реагент Гилмана представляет собой метилирующий реагент, реагирующий с алкином в результате сопряженного присоединения, а отрицательный заряд удерживается при нуклеофильном замещении ацила сложноэфирной группы с образованием циклического енона.
Из-за мягкости нуклеофила они осуществляют 1,4 присоединение к сопряженным енонам, а не 1,2 присоединение.

## Структура
Диметилкупрат лития существует в виде  димера в диэтиловом эфире, образуя восьмиядерное кольцо. Аналогично дифенилкупрат лития кристаллизуется в виде димерного эфирата.
Если ионы Li+ образуют комплексное соединение с краун-эфиром 12-краун-4, образующиеся диорганилкупратные анионы принимают линейную координационную геометрию по меди.

## Смешанные купраты
Более полезными, чем реактивы Гилмана, являются так называемые смешанные купраты с формулами [RCuX]- и [R2CuX]2-. Такие соединения часто получают добавлением органолитиевого реагента к галогенидам меди(I) и цианиду. Эти смешанные купраты более стабильны и легко очищаются. Одной из проблем, решаемых смешанными купратами, является экономичное использование алкильной группы. Так, в некоторых случаях смешанный купрат имеет формулу Li2[Cu(2-тиенил)(CN)R]. Его получают путем соединения тиениллития и цианида меди с последующим переносом органической группы. В этом смешанном купрате более высокого порядка цианидная и тиенильная группы не переносятся, переносится только R-группа.

## Внешние ссылки
- Национальный реестр загрязнителей - информационный бюллетень по меди и соединениям